# Oude Raadhuis van Hilversum
Het Oude Raadhuis van de gemeente Hilversum aan de Kerkbrink 6, is ontworpen door gemeente-architect J. Rietbergen in 1881.

## Historie
Het Oude Raadhuis (oorspronkelijke Regthuis) van Hilversum wat toen nog een dorp was, werd bestuurd door Schout en Schepenen. In 1766 ging het Regthuis geheel verloren bij een brand. In 1768 kwam het nieuwe Regthuis gereed en is daarna nog diverse malen verbouwd.
Sinds 1931 zit in het voormalige Raadhuis het Museum Hilversum, dit is een combinatie van Goois Museum en Dudok Centrum. Het huidige Raadhuis van Hilversum, dat ontworpen is door Willem Marinus Dudok en waar ook het gemeentehuis van Hilversum is gehuisvest, zit sinds 1931 aan het Dudokpark 1.